# Kanton Châtillon-sur-Loire
Kanton Châtillon-sur-Loire is een voormalig kanton van het Franse departement Loiret. Het kanton maakte deel uit van het arrondissement Montargis. Het werd opgeheven bij decreet van 25 februari 2014 met uitwerking op 22 maart 2015.

## Gemeenten
Het kanton Châtillon-sur-Loire omvatte de volgende gemeenten:
- Autry-le-Châtel
- Beaulieu-sur-Loire
- Cernoy-en-Berry
- Châtillon-sur-Loire (hoofdplaats)
- Pierrefitte-ès-Bois
- Saint-Firmin-sur-Loire